# 澳門國際品牌連鎖展
澳門國際品牌連鎖加盟展（英語：Macao Franchise Expo）簡稱為MFE，前稱為澳門特許經營洽談會，由澳門貿促局、巴西特許經營商會等主辦。

## 活動內容
2009年為首屆會展在澳門旅遊塔會展娛樂中心舉行，目的是為國際知名品牌特許加盟企業拓展業務，招募加盟商的合作交流平台，洽談會內容包括展覽、論壇、商業配對及品牌代理洽談、推介會等。大會期望透過引入外地特許經營品牌、連鎖店，以及國際品牌代理，藉以向本澳企業，特別是為中小企業提供更多合作及創業機會，讓本地中小企得到代理品牌的商機。開幕當天舉行品牌企業研討會——特許經營新趨勢，邀請本澳、內地、香港、台灣等地特許加盟商及品牌企業介紹特許經營方式的趨勢，並就『特許經營之趨勢及品牌企業發展』及『發展特許經營品牌的融資策略及企業經驗分享』就兩個議題作出討論。
2011年開始展覽中文名稱更改為澳門國際品牌連鎖加盟展，以突出展會的元素，藉此吸引更多國際企業以MFE為平台，來澳門宣傳推廣；尋求更多內地或本地加盟商，配合市場在本澳方向發展。根據歷屆調查得出的結果，餐飲及零售連鎖加盟關注度最高，今屆就針對上述兩個行業邀請更多相關商企參展，會場並設置具有澳門特色的美食廣場。在MFE經過兩屆發展，參展商不斷增加，展覽規模及面積持續擴大，為更好服務海內外參展企業，決定增加場地面積，決定移師至威尼斯人會展中心舉行，為未來會繼續提高展覽專業性及國際性。
由澳門貿促局與多個機構、社團主辦首次與粵澳名優商品展在威尼斯人會展中心同期舉行。貿促局執行委員劉關華表示，首次把兩展同期舉行，方便參展商、觀眾跨展覽尋找商機、貨源，實現客源共享，發揮一加一大於二效果。

## 歷屆展覽會
| 年份                          | 舉辦日期       | 舉辦場地                    | 主題                      | 展位數目（個） | 備注                                         |
| ----------------------------- | -------------- | --------------------------- | ------------------------- | -------------- | -------------------------------------------- |
| 2009年                        | 7月3日至4日    | 澳門旅遊塔會展娛樂中心      | 品牌無限延伸 商機一觸即發 | 70             | 大會舉行期間實施連串應對新流感措施           |
| 2010年                        | 7月8日至10日   | 澳門旅遊塔會展娛樂中心      | 品牌無限延伸 商機一觸即發 | 156            | 展廳由原本二樓一層，擴展二至四樓兩層         |
| 2011年                        | 7月8日至10日   | 威尼斯人渡假村金光展覽館D館 | 品牌無限延伸 商機一觸即發 | 156            | 今屆活動中文名稱更改為澳門國際品牌連鎖加盟展 |
| 2012年                        | 7月6日至8日    | 威尼斯人渡假村金光展覽館D館 | 品牌無限延伸 商機一觸即發 | 207            |                                              |
| 2013年                        | 7月12日至14日  | 威尼斯人會展中心A館         | 品牌無限延伸 商機一觸即發 | 230            |                                              |
| 2014年                        | 7月4日至6日    | 威尼斯人會展中心A館         | 品牌無限延伸 商機一觸即發 | 215            |                                              |
| 2015年                        | 7月3日至5日    | 威尼斯人會展中心A館         | 品牌無限延伸 商機一觸即發 | 218            |                                              |
| 2016年                        | 7月29日至31日  | 威尼斯人會展中心A館         | 品牌無限延伸 商機一觸即發 | 357            | 連續四年與粵澳名優商品展同期舉行             |
| 2017年                        | 7月28日至30日  | 威尼斯人會展中心A館         | 品牌無限延伸 商機一觸即發 | 200            | 連續四年與粵澳名優商品展同期舉行             |
| 2018年                        | 7月27日至29日  | 威尼斯人會展中心A館         | 品牌無限延伸 商機一觸即發 | 180            | 連續四年與粵澳名優商品展同期舉行             |
| 2019年                        | 7月26日至28日  | 威尼斯人會展中心A館         | 品牌無限延伸 商機一觸即發 | 200            | 連續四年與粵澳名優商品展同期舉行             |
| 2020年 （页面存档备份，存于） | 10月22日至24日 | 威尼斯人會展中心A館         | 品牌無限延伸 商機一觸即發 | 1200           | 連續三年與MIF及PLPEX兩個展會同期舉行         |
| 2021年                        | 12月10日至12日 | 威尼斯人會展中心A館         | 品牌無限延伸 商機一觸即發 | 1710           | 連續三年與MIF及PLPEX兩個展會同期舉行         |
| 2022年                        | 10月20日至22日 | 威尼斯人會展中心A館         | 品牌無限延伸 商機一觸即發 | 1800           | 連續三年與MIF及PLPEX兩個展會同期舉行         |
| 2023年 （页面存档备份，存于） | 10月19日至22日 | 威尼斯人會展中心A館         | 釋放品牌的力量            | 2000           | 與MIF及a C-PLPEX兩個展會同期舉行             |
| 2024年 （页面存档备份，存于） | 10月16日至19日 | 威尼斯人渡假村金光展覽館D館 | 品牌匯聚·展現商機         |                | 與MIF同期舉行                                |

## 相關事件

### 展覽首次延期
2021年，連續受2年COVID-19影響，因澳門出現多宗本地確診病例，加上廣東省對澳門實施嚴格入境限制和隔離措施，當局在該年10月2日宣佈澳門國際品牌連鎖加盟展，與同期進行的澳門國際貿易投資展覽會和葡語國家產品及服務展，原定該年10月21至23日延期至12月10日至12日舉行。

## 外部連結
- 澳門國際品牌連鎖加盟展官方網站